# Billiatt Wilderness Protection Area
Billiatt Wilderness Protection Area är en park i Australien. Den ligger i delstaten South Australia, omkring 170 kilometer öster om delstatshuvudstaden Adelaide.
Trakten runt Billiatt Wilderness Protection Area är nära nog obefolkad, med mindre än två invånare per kvadratkilometer..
Omgivningarna runt Billiatt Wilderness Protection Area är i huvudsak ett öppet busklandskap. Genomsnittlig årsnederbörd är 362 millimeter. Den regnigaste månaden är juni, med i genomsnitt 52 mm nederbörd, och den torraste är december, med 11 mm nederbörd.